# NGC 44
NGC 44은 안드로메다자리 방향에 위치한 이중성이다.